# Jason Rullo
Jason Rullo né en 1972 est le batteur du groupe de metal progressif Symphony X originaire du New Jersey et compte parmi ses influences Manu Katché. Il a brièvement quitté le groupe (remplacé par Tom Walling) après le 3e album The Divine Wings of Tragedy le temps de l'enregistrement de Twilight in Olympus pour motif d'absence de tournées mais a vite repris sa place pour la 1re tournée du groupe qui a suivi la sortie de ce 4e album.